# Thomas d'Aquin Ouattara
Pour les articles homonymes, voir Ouattara.
Thomas d'Aquin Ouattara est un militaire ivoirien né le 2 février 1916 à Niénankaha,  dans le département de Katiola et mort le 19 janvier 1990 à Abidjan.

## Biographie
Il s'engage en février 1939 dans le corps des tirailleurs sénégalais, où il gravit les échelons jusqu'au grade de commandant en 1960.
À l'indépendance de la Côte d'Ivoire en août 1960, il est le plus haut gradé, ce qui lui vaut de devenir le premier Chef d'état-major des Forces armées nationales de Côte d'Ivoire (FANCI) nouvellement créées, poste qu'il occupera jusqu'en 1974. Il a été nommé général en août 1966.
Après sa retraite militaire en 1977, il est devenu maire de Katiola en 1980. Il est mort le 19 janvier 1990 à Abidjan. Il est inhumé dans sa région natale, à Katiola.